# پژانه
پژانه (به لهستانی:  Pyrzany) یک روستا در لهستان است که در گمینا ویتنگتسا واقع شده‌است.